# 翟普林
翟普林（?—?），隋朝官员，楚丘（今河南省滑县东）人。
翟普林生性仁孝，事亲以孝闻。州郡征召，都坚决推辞不去，亲自耕种奉养父母，乡邻称之为楚丘先生。后来父母得病，翟普林不解衣者七十天。大业初年，父母去世了，哀痛的差点要了命。结庐在墓侧，背负泥土为坟，隆冬不穿缯絮，只穿单衣丧服。家中有一黑狗，随他在在墓前，翟普林哀哭，狗也悲号，见到的热都赞叹惊异。有二只鹊在庐前柏树结巢，经常进入他的草庐，毫不惊惧。大业年间，司隶巡察，上奏他的孝行，擢升他为孝阳县令。